# Jansath
Jansath è una suddivisione dell'India, classificata come nagar panchayat, di 17.782 abitanti, situata nel distretto di Muzaffarnagar, nello stato federato dell'Uttar Pradesh. 